# 松本光平 (サッカー選手)
松本 光平（まつもと こうへい、1989年5月3日 - ）は、大阪府大阪市出身のプロサッカー選手、フットサル選手、ロービジョンフットサル選手。サッカーのポジションはディフェンダー、フットサルのポジションはフィクソ、ピヴォ。

## 来歴

### ユース時代
中学時代はセレッソ大阪のU-15に在籍し、同期に柿谷曜一朗、一学年下には山口螢、丸橋祐介らがいた。
高校進学時に、ガンバ大阪ユースに移籍を果たす。在籍時は安田理大、倉田秋、宇佐美貴史らと共にプレーした。

### 海外挑戦
高校卒業後はイングランドのチェルシーFCコミュニティーでプレーした後帰国、徳島ヴォルティス・セカンドとジェフユナイテッド市原・千葉リザーブズに在籍したが、怪我でほとんどプレーはできなかった。
2012-2013シーズン、オーストラリア・Aリーグのブリスベン・ロアーFCに所属。
2014年10月にFIFAクラブワールドカップ出場を目指してニュージーランドへと渡り、ニュージーランド・フットボールチャンピオンシップのオークランド・シティFCと契約する。デビュー戦でゴールを決めるなどの活躍をするものの、本大会の出場メンバーには選ばれず、シーズン終了後に契約満了となりチームを退団。
2015-2016年シーズンより同リーグのホークスベイ・ユナイテッドに移籍。
2017年2月からOFCチャンピオンズリーグに出場するため、フィジーのレワFCと3ヶ月間の短期契約を結ぶ。
2018-19シーズンよりニュージーランドに戻り、以前所属していたオークランド・シティFCのライバルチームであるワイタケレ・ユナイテッドに移籍。
2019年1月から再びOFCチャンピオンズリーグに出場するため、バヌアツのマランパ・リバイバースと短期契約を結ぶ。
2019年8月ニュージーランド・フットボールチャンピオンシップのハミルトン・ワンダラーズに移籍。
2019年12月にカタールで開催されるFIFAクラブワールドカップ2019出場に向け、2019年11月にニューカレドニアのヤンゲン・スポールにレンタル移籍。この大会唯一の日本人選手として念願のクラブワールドカップ出場を果たす。1回戦で開催国王者のアル・サッド（カタール）と対戦し、延長戦の末1-3で敗れた。 
2020年2月からニュージーランドのハミルトン・ワンダラーズに復帰するも、3月18日に新型コロナウイルスの感染拡大を受け、国内リーグの打ち切りが発表される。ニュージーランド国内も警戒レベルが最も高いレベル4のロックダウン状態になり、チームも数ヶ月間の活動休止になった。

### 事故
2020年5月18日、ニュージーランドの自宅での筋力トレーニング中にゴムチューブの留め具が破損し、飛んできた金具とゴムチューブで両目を怪我。右目は失明状態となり、左目の視力も大幅に低下。その後、所属事務所がクラウドファンディングのプロジェクトを設立した。ガンバ大阪ユースの先輩である倉田秋らが先頭に立ち支援を呼びかけ、資金が集まる。眼球摘出の可能性もある中で左目の手術を行い、手術は無事に成功し眼球摘出は免れるも視覚障害者となってしまう。
サッカーをプレーするどころか日常生活すらままならない状態にもかかわらず、サッカー選手として再び公式戦のピッチに立つことを目標に過酷なリハビリを開始した。

### 選手復帰へ
同年12月、古巣であるオークランド・シティFCへの再加入が発表された。
チームは2021年2月にカタールで開催されるFIFAクラブワールドカップ2020に出場予定だったが、大会直前の1月15日にニュージーランド政府が打ち出す新型コロナウイルス感染防止規則により、オークランド・シティFCは大会への出場辞退を発表した。
翌年2022年2月にアラブ首長国連邦で開催されるFIFAクラブワールドカップ2021にも出場予定だったが、この大会も同じ理由によりチームは再び出場を断念。オークランド・シティFCは2大会続いての出場辞退となり、松本もFIFAクラブワールドカップへの再出場を果たせなかった。さらにニュージーランド政府による厳格な入国規制により国境が閉鎖されているため、一度もチームには合流できないまま2年連続で契約も白紙となった。

### フットサル、ロービジョンフットサルへの挑戦
2022年5月5日にフットサル、Fリーグのデウソン神戸への加入が発表された。フットサル経験はなかったものの、加入からわずか1カ月でキャプテンに抜擢された。リーグ戦全試合に出場し、チーム内得点ランキングでも3位に入る活躍を果たした。
さらに2023年1月には視覚障害者のみで行われるロービジョンフットサルの日本選手権大会にも出場して優勝。大会MVPにも輝き、日本一の栄冠を手にした。ロービジョンフットサル日本代表強化指定選手にも選出される。

### サッカー復帰
2023年3月、デウソン神戸を退団。海外サッカークラブへの再挑戦を表明。
同年8月にニュージーランドにわたり古巣であるハミルトン・ワンダラーズと再契約を結ぶ。不慮の事故を乗り越えて約3年ぶりにサッカー選手としての完全復活を果たす。復帰戦ではチーム一の走行距離を記録し、堂々のフル出場デビューを果たした。
2024年、ソロモン諸島・Sリーグに所属するソロモン・ウォーリアーズと契約。
OFCチャンピオンズリーグにキャプテンとして出場し、国際大会の舞台に再び立った。
後の帰国後のインタビューで、視覚障害があることはクラブの誰一人に打ち明けてなかった。
2025年、J3に加盟した高知ユナイテッドSCに移籍。念願のJリーグクラブ加入となった。 5月11日の「天皇杯」高知県代表の座をかけての高知県予選決勝(対KUFC南国（四国サッカーリーグ）)で 後半30分に途中交代で、今シーズン初めて出場。 “視覚障がいがあるJリーガー”として、初めて公式戦のピッチに立った。

## 人物
2022年3月14日にテレビ朝日の『激レアさんを連れてきた。』に出演。SNSで「神回」と話題になった。
フットサルを始めた理由は、目を怪我してから弱くなってしまった対人プレーや細かな動きを養うためで、完全な転向ではなくサッカーとの両立でプレーをしている。

## 所属クラブ

### サッカー
- セレッソ大阪U-15
- ガンバ大阪ユース
- チェルシーFCコミュニティー
- 2010年  徳島ヴォルティス・セカンド
- 2011年  ジェフユナイテッド市原・千葉リザーブズ
- 2012年 - 2013年  ブリスベン・ロアーFC
- 2014年10月 - 2015年6月  オークランド・シティFC
- 2015年10月 - 2018年6月  ホークスベイ・ユナイテッド
  - 2017年2月 - 同年4月  レワFC（期限付き移籍）
- 2018年10月 - 2019年6月  ワイタケレ・ユナイテッド
  - 2019年1月 - 同年3月  マランパ・リバイバース（期限付き移籍）
- 2019年8月- 2020年6月  ハミルトン・ワンダラーズ
  - 2019年11月 - 2020年1月  ヤンゲン・スポール（期限付き移籍）
- 2023年8月 - 同年12月  ハミルトン・ワンダラーズ
- 2024年  ソロモン・ウォリアーズ
- 2025年 -  高知ユナイテッドSC

### フットサル
- 2022年 - 2023年  デウソン神戸

### ロービジョンフットサル
- 2022年   CAソルア

## 個人成績（サッカー選手時代）
| 国内大会個人成績 | 国内大会個人成績 | 国内大会個人成績 | 国内大会個人成績 | 国内大会個人成績                         | 国内大会個人成績 | 国内大会個人成績 | 国内大会個人成績 | 国内大会個人成績 | 国内大会個人成績 | 国内大会個人成績 | 国内大会個人成績 |
| 年度             | クラブ           | 背番号           | リーグ           | リーグ戦                                 | リーグ戦         | リーグ杯         | リーグ杯         | オープン杯       | オープン杯       | 期間通算         | 期間通算         |
| 年度             | クラブ           | 背番号           | リーグ           | 出場                                     | 得点             | 出場             | 得点             | 出場             | 得点             | 出場             | 得点             |
| 日本             | 日本             | 日本             | 日本             | リーグ戦                                 | リーグ戦         | リーグ杯         | リーグ杯         | 天皇杯           | 天皇杯           | 期間通算         | 期間通算         |
| ---------------- | ---------------- | ---------------- | ---------------- | ---------------------------------------- | ---------------- | ---------------- | ---------------- | ---------------- | ---------------- | ---------------- | ---------------- |
| 2010             | 徳島S            | 26               | 四国             |                                          |                  | -                | -                | 1                | 0                | 1                | 0                |
| 2011             | 千葉R            | 7                | JFL              | 2                                        | 0                | -                | -                | -                | -                | 2                | 0                |
| 2025             | 高知             | 35               | J3               |                                          |                  |                  |                  |                  |                  |                  |                  |
| 通算             | 日本             | 日本             | J3               | \|\|\|\|\|\|\|\|\|\|\|\|\|\|\|           |                  |                  |                  |                  |                  |                  |                  |
| 通算             | 日本             | 日本             | JFL              | 2                                        | 0                | -                | -                | -                | -                | 2                | 0                |
| 通算             | 日本             | 日本             | 四国             | \|\|\|\|colspan=2\|-\|\|1\|\|0\|\|1\|\|0 |                  |                  |                  |                  |                  |                  |                  |
| 通算             | 日本             | 日本             | J3               | \|\|\|\|\|\|\|\|\|\|\|\|\|\|\|           |                  |                  |                  |                  |                  |                  |                  |
| 総通算           | 総通算           | 総通算           | 総通算           | \|\|\|\|\|\|\|\|\|\|\|\|\|\|             |                  |                  |                  |                  |                  |                  |                  |

その他の公式戦
- 2025年
  - 高知県サッカー選手権大会 1試合0得点

| 国際大会個人成績 | 国際大会個人成績 | 国際大会個人成績 | 国際大会個人成績 | 国際大会個人成績 | FIFA      | FIFA      |
| 年度             | クラブ           | 背番号           | 出場             | 得点             | 出場      | 得点      |
| OFC              | OFC              | OFC              | OFC CL           | OFC CL           | クラブW杯 | クラブW杯 |
| ---------------- | ---------------- | ---------------- | ---------------- | ---------------- | --------- | --------- |
| 2014-15          | オークランド     | 21               | 2                | 1                | 0         | 0         |
| 2017             | レワ             | 13               | 2                | 0                | -         | -         |
| 2019             | マランパ         | 8                | 3                | 0                | -         | -         |
| 2019             | ヤンゲン         | 16               | -                | -                | 1         | 0         |
| 2024             | ソロモンW        | 24               | 3                | 0                | -         | -         |
| 通算             | OFC              | OFC              | 10               | 1                | 1         | 0         |

## 代表歴
- ロービジョンフットサル日本代表強化指定選手（2023年）

## タイトル

### クラブ

#### サッカー選手時代
ガンバ大阪ユース
- 日本クラブユースサッカー選手権（U-18）大会：2回（2006年、2007年）

オークランド・シティFC
- ニュージーランド・フットボールチャンピオンシップ：1回（2014-15）
- OFCプレジデンツカップ：1回（2014年）
- OFCチャンピオンズリーグ：1回（2014-15）

高知ユナイテッドSC
- 高知県サッカー選手権大会：1回（2025年）

#### ロービジョンフットサル選手時代
CA SOLUA葛飾
- ロービジョンフットサル日本選手権：1回（2023年）

## 著書
- 前だけを見る力（2022年1月27日、KADOKAWA）[32]